# Minke Booij
Minke Gertine Booij  (née le 24 janvier 1977 à Zaanstad) est une joueuse de hockey sur gazon néerlandaise. 

## Biographie
Minke Booij remporte trois médailles olympiques au sein de l'équipe des Pays-Bas : le bronze en 2000, l'argent en 2004 et enfin l'or en 2008.
En 2006, elle est désignée meilleure joueuse de hockey sur gazon de l'année par la Fédération internationale de hockey sur gazon.

### Palmarès
- Jeux olympiques d'été de 2000 à Sydney
  -  Médaille de bronze.
- Jeux olympiques d'été de 2004 à Athènes
  -  Médaille d'argent.
- Jeux olympiques d'été de 2008 à Pékin
  -  Médaille d'or.